# Caldas de Monchique
Caldas de Monchique, ook bekend als Termas de Monchique, is een kuuroord in de gemeente Monchique in de Algarve. Het ligt in een vallei op de zuidelijke helling van de berg Picota in de Serra de Monchique, ongeveer 6 km ten zuiden van de plaats Monchique.
De gemiddelde hoogte is 206 meter.
Caldas de Monchique staat bekend om zijn mineraalwater en zijn warmwaterbronnen. Het water komt uit acht bronnen met een temperatuur van 27°C tot 31,5°C en is rijk aan 
waterstofcarbonaat, fluor, siliciumdioxide en natrium.

## Afbeeldingen

### Gebouwen

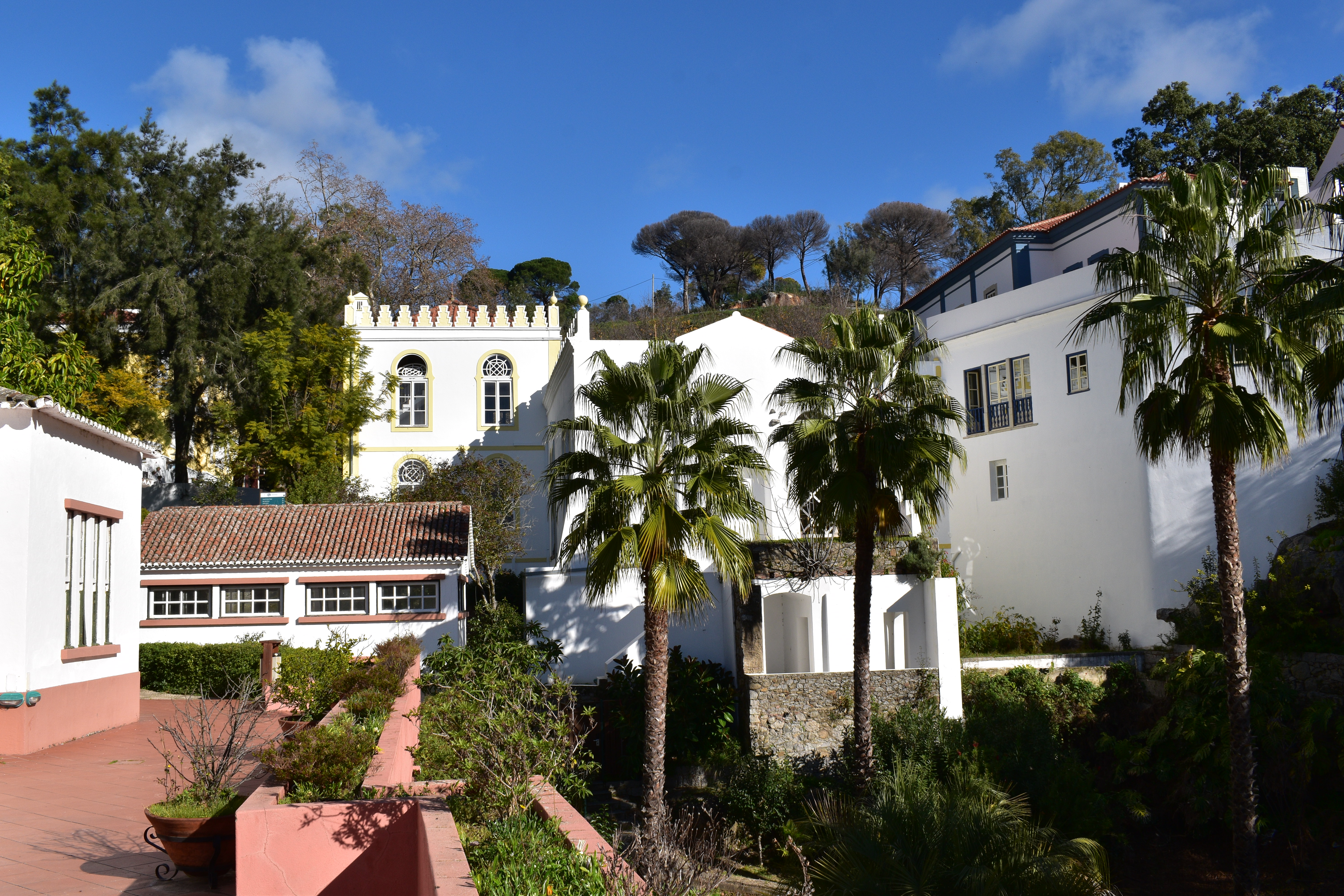
Vallei
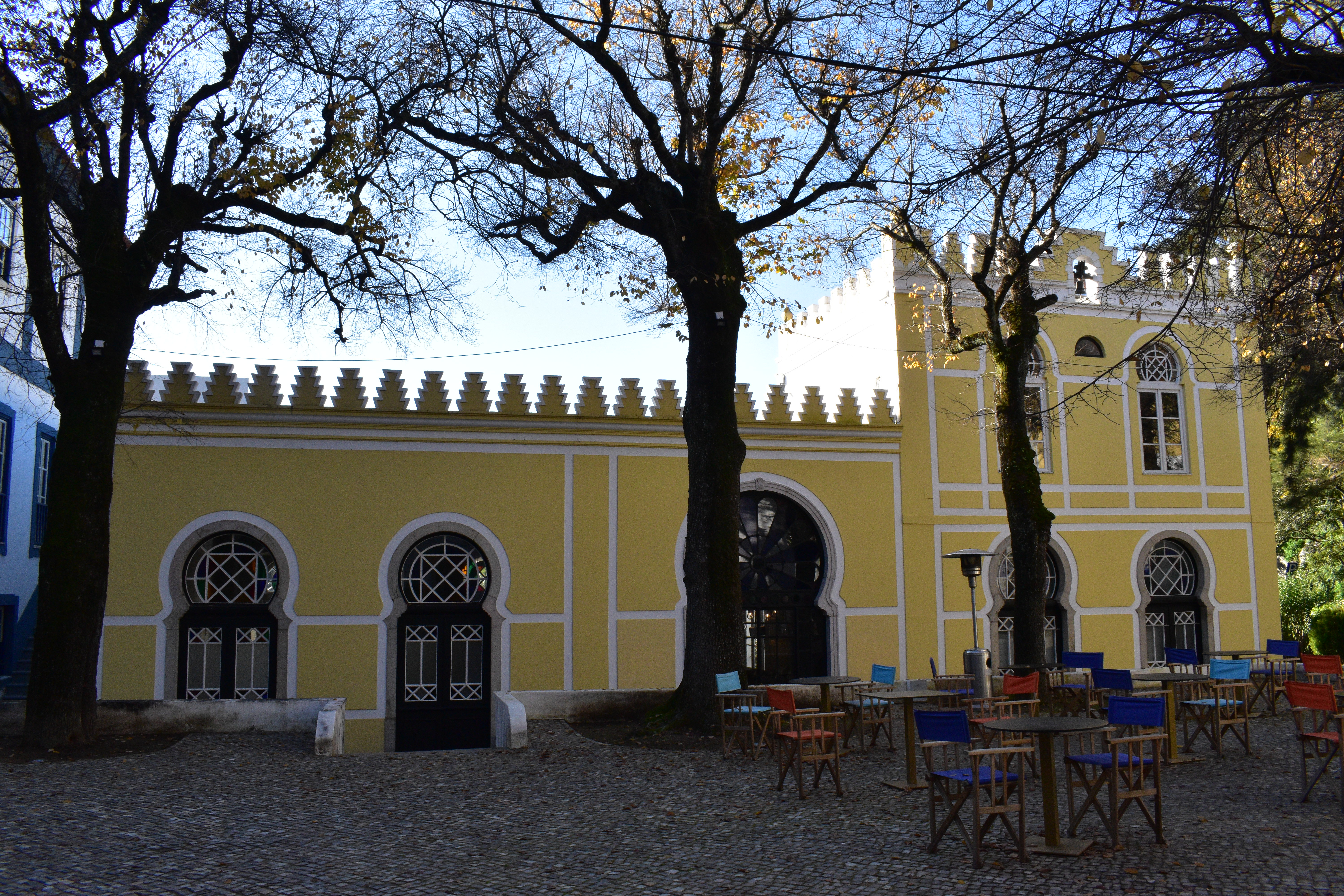
Clubgebouw (casa do clube)
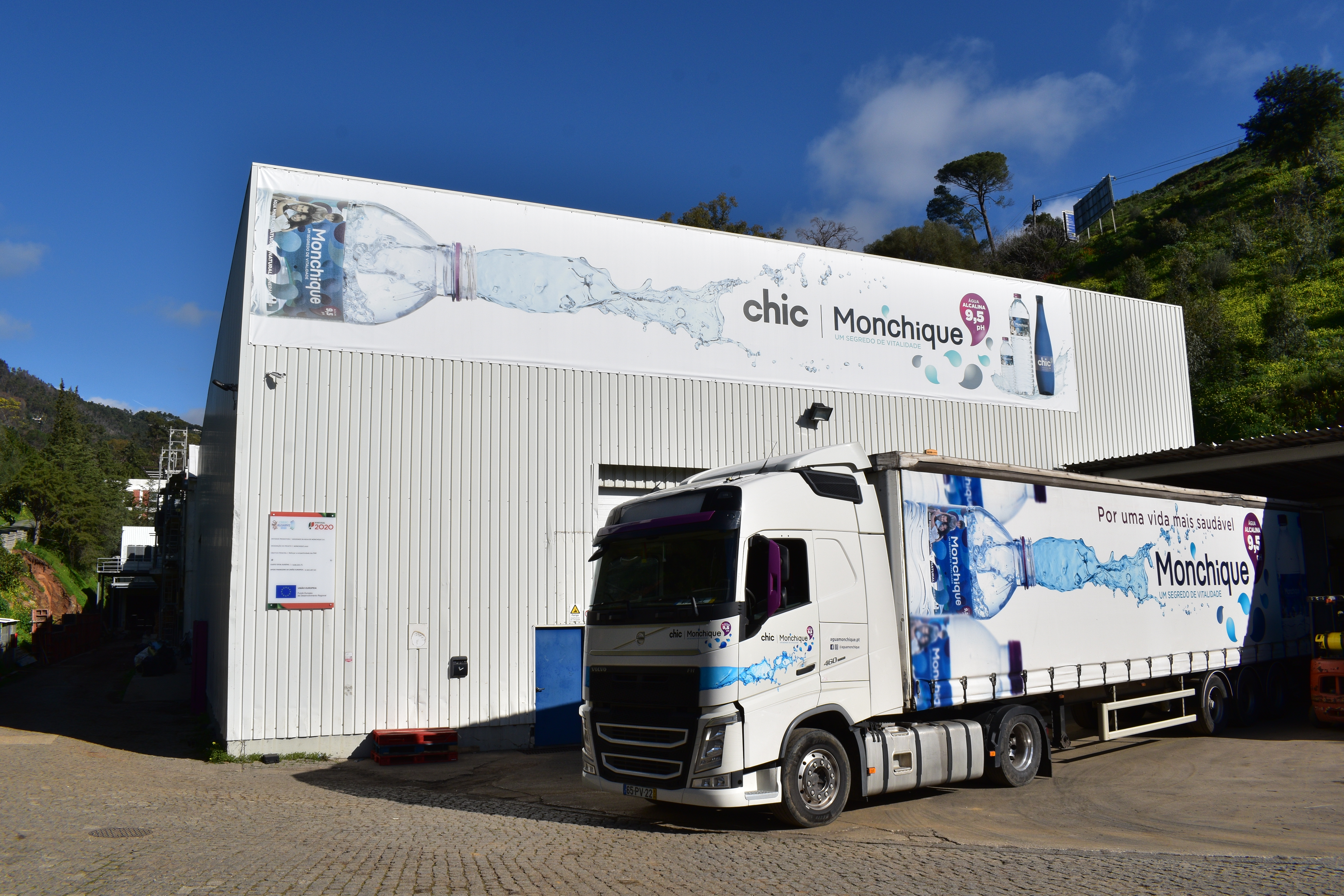
Mineraalwater-bottelarij

### Kuurpark

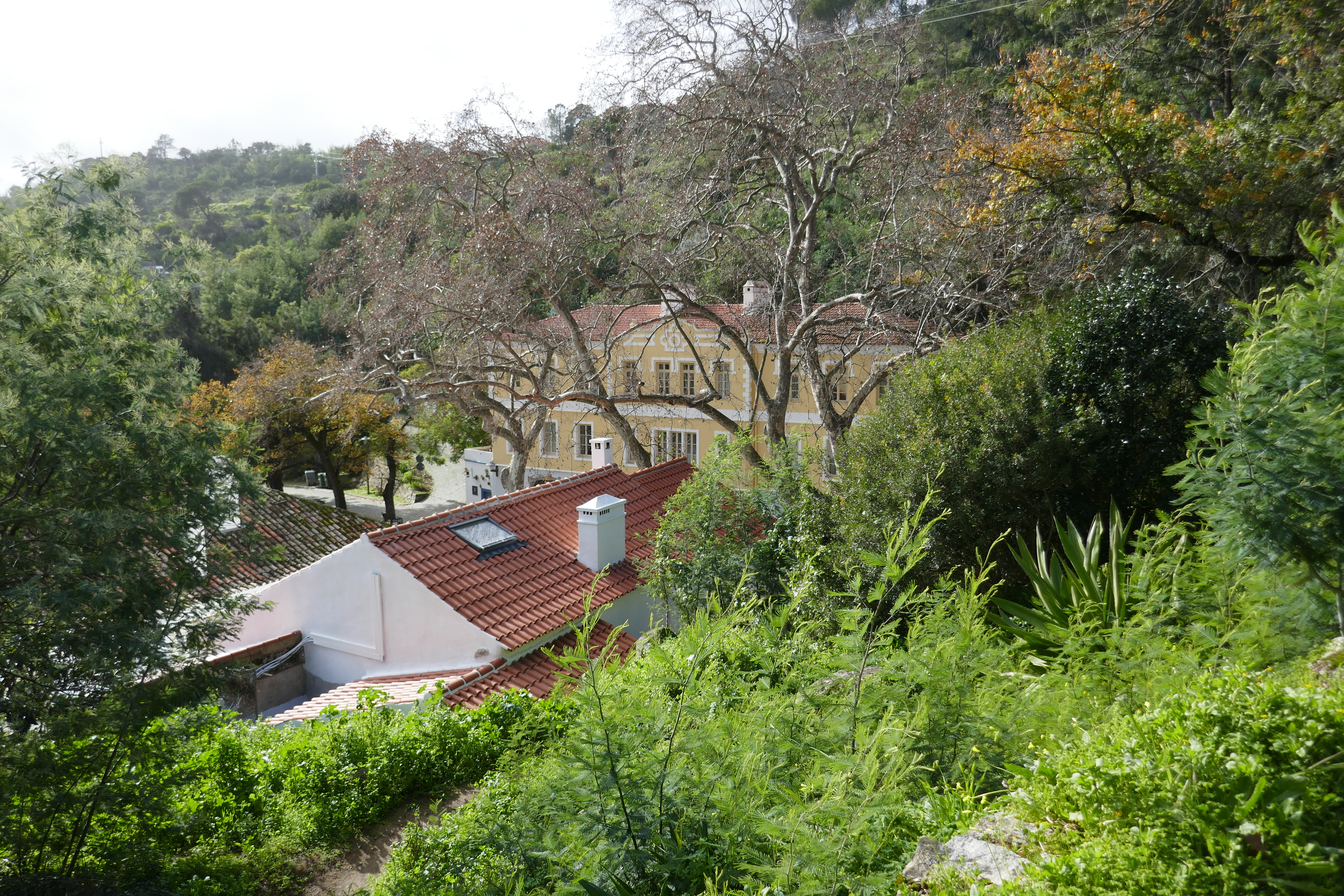
Uitzicht op het gebouw Hospedaria Nova
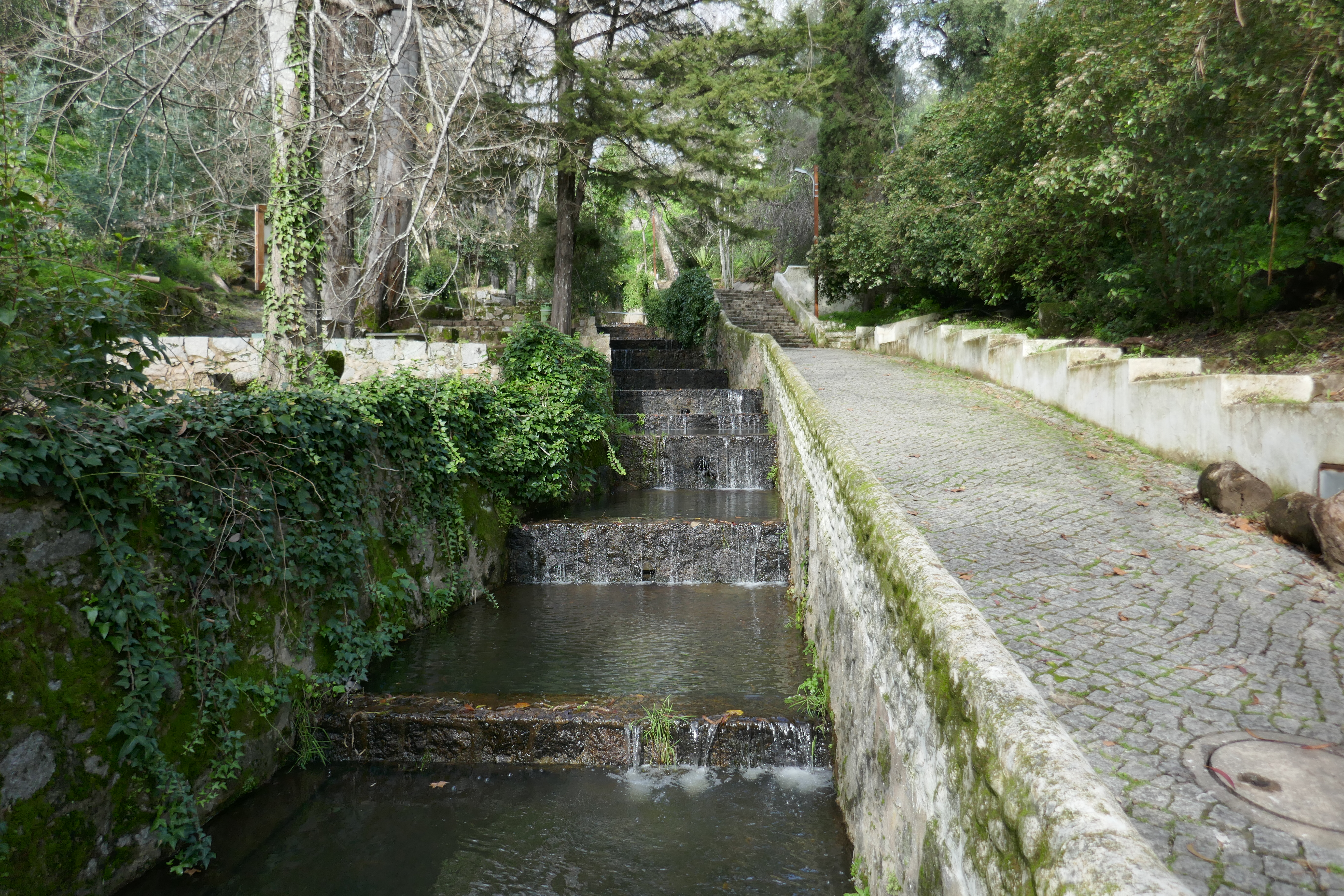
Cascade
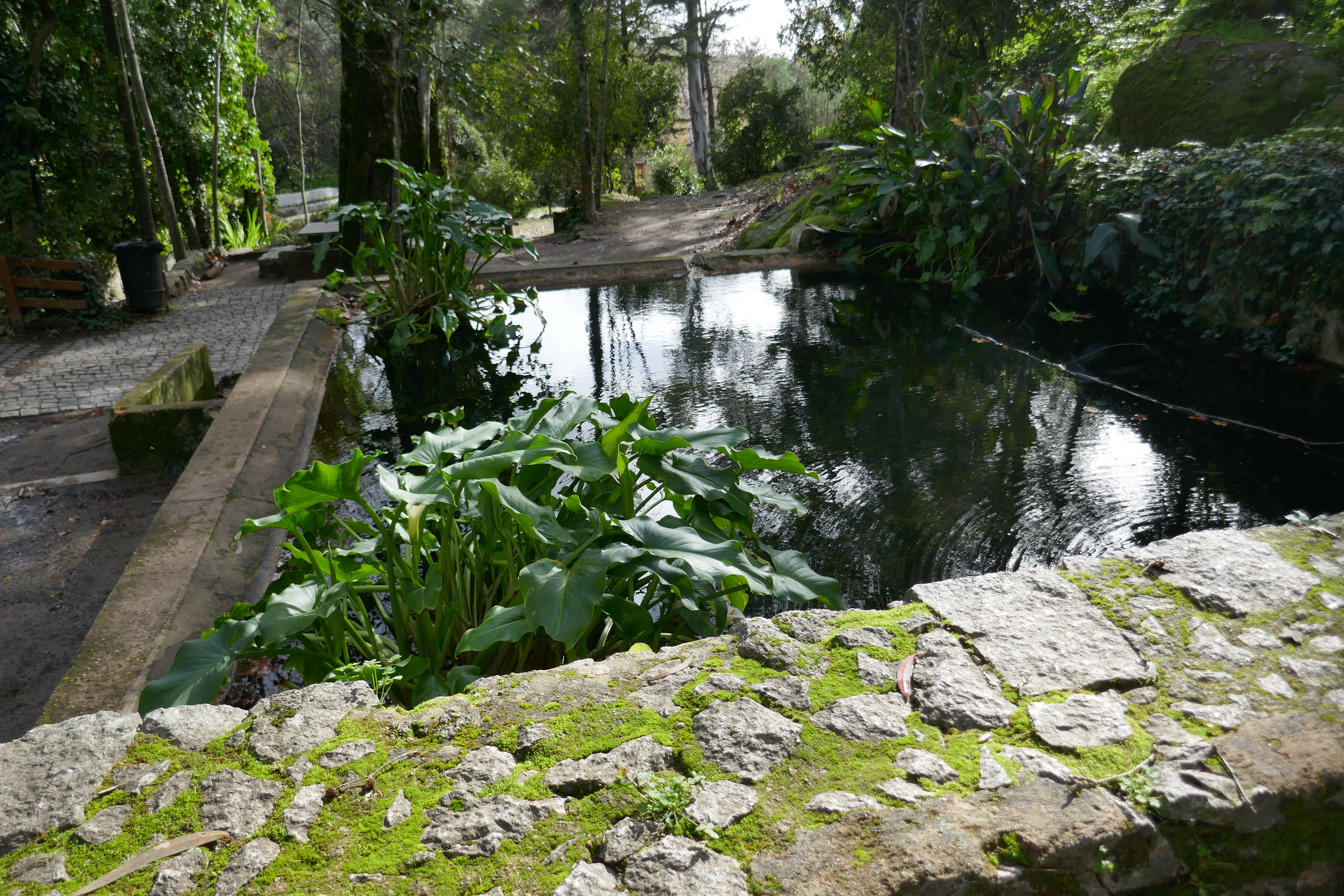
Waterbekken